# Parnassia bifolia
Parnassia bifolia là một loài thực vật có hoa trong họ Dây gối. Loài này được Nekr. mô tả khoa học đầu tiên năm 1917.